# Ansonia penangensis
Ansonia penangensis är en groddjursart som beskrevs av Ferdinand Stoliczka 1870. Ansonia penangensis ingår i släktet Ansonia och familjen paddor. Inga underarter finns listade i Catalogue of Life.